# Colurella paludosa
Colurella paludosa är en hjuldjursart som beskrevs av Carlin 1939. Colurella paludosa ingår i släktet Colurella och familjen Lepadellidae. Arten är reproducerande i Sverige. Inga underarter finns listade i Catalogue of Life.